# Берёзовка (Берёзовский район, Красноярский край)
Берёзовка — посёлок городского типа (до 2011 года — рабочий посёлок)в Красноярском крае. Административный центр Берёзовского района. Образует городское поселение посёлок Берёзовка.

## География
Посёлок расположен на реке Енисее, восточнее Красноярска, примыкает к черте города.

## История
Посёлок был основан в 1639 году, в связи со строительством Введенского мужского монастыря (строился как богадельня для больных и увечных казаков Красноярского острога), с 1678 года — село.
1639 год вошёл в историю как год основания Берёзовки. Именно в этом году монахи Спасского монастыря из Енисейска Иван и Герасим купили у атамана Милослава Кольцова земли в устье речки Берёзовки для строительства Введенского мужского монастыря.
Однако, как свидетельствуют факты, первые поселения казаков появились на берёзовской земле за несколько лет до этого исторического события. Основателями Берёзовки по праву считаются казаки, пришедшие в Сибирь вместе с Андреем Дубенским: Шумка Вострых, Дементий Злобин — их имена остались в истории посёлка в названиях улиц и микрорайонов.
В 1678 году в монастыре строится церковь, и Берёзовка получает статус села.
С введением в Сибири в 1735 году волостного правления село Берёзовка становится центром Берёзовской волости. В это же время через село строится Московский тракт, связавший Москву с Иркутском (проходил по сегодняшним улицам Олейникова и Советской Армии).
В 1768 году Введенский монастырь в Берёзовском закрывается, а волостной центр переводится в село Ладейское.
В 1821 году в селе построен каменный храм, в 1840 году создана переправа через Енисей. Возрождение былой славы Берёзовской земли связано со строительством в 1840 году плашкоута и открытием перевоза через Енисей.
В июле 1891 года, возвращаясь из кругосветного путешествия, Берёзовку посетил знаменитый гость — цесаревич Николай.
В 1924—1936 село в Красноярском районе Енисейской губернии (1924—1925), Сибирского края (1925—1930), Восточно-Сибирского края (1930—1934), Красноярского края (1934—1936). С приходом советской власти вместо волостей вводится районное территориальное деление, и в 1925 году берёзовские земли вошли в состав Красноярского сельского района.
В 1936—1963 гг. районный центр Советского района Красноярского края. В 1937 году Красноярский сельсовет ликвидируется, и на его базе создаются два района: Емельяновский и Советский с центром в Берёзовке. Население посёлка на тот момент составляло всего лишь 1734 человека.
В истории посёлка нашли отражения все события и процессы, которые проходили в те годы в Советском Союзе. Берёзовка вместе со всей странной пережила коллективизацию, сражалась с нацистской Германией. Только по официальным данным в Великой Отечественной войне 1941—1945 гг. принимало участие более 4,5 тыс. берёзовцев.
В 1963—1983 годах село в Емельяновском районе Красноярского края. В 1966 году селу Берёзовка присваивается статус рабочего посёлка, в который вошли населённые пункты: Берёзовка, Злобино, Кожевенка, Шумково, Чудово и посёлки ГЭС, Мехколонна, Нефтепровод, Ремзавод. В посёлке проживало 17 тысяч человек. С этого времени в Берёзовке формируются свои органы местного самоуправления.
С 1966 года — посёлок городского типа.
С 1983 районный центр Берёзовского района Красноярского края.
До 1999 года в подчинении Берёзовки находился посёлок Манский, переданный в подчинение администрации Дивногорска Законом Красноярского края от 22 января 1999 года № 5-274.
С переходом к рыночной экономике, посёлок занял роль несколько маргинального пригорода Красноярска, хотя в последние годы наблюдается тенденция на превращение Берёзовки в полноценный жилой район. Строится все больше жилых домов, а с развитием территории бывшего Химкомбината, предусмотренным генеральным планом Красноярска, Берёзовка, вероятно, будет поглощена городом.

## Население
| 1939    | 1959    | 1970    | 1979    | 1989    | 2002    | 2009    | 2010    | 2012    |
| ------- | ------- | ------- | ------- | ------- | ------- | ------- | ------- | ------- |
| 993     | ↗3174   | ↗15 526 | ↗17 465 | ↗20 766 | ↗21 346 | ↘20 987 | ↘20 887 | ↘20 786 |
| 2013    | 2014    | 2015    | 2016    | 2017    | 2018    | 2019    | 2020    | 2021    |
| ↘20 774 | ↘20 682 | ↗20 859 | ↗20 894 | ↗20 995 | ↘20 953 | ↘20 847 | ↘20 809 | ↘19 059 |

## Городское поселение посёлок Берёзовка
Местное самоуправление
Берёзовский поселковый Совет депутатов
Дата избрания: 13.09.2015. Срок полномочий: 5 лет. Количество депутатов: 15
Главы муниципального образования
- Суслов Сергей Анатольевич. Дата избрания: 14.03.2010. Срок полномочий: 5 лет

## Промышленность
В Берёзовке: карьероуправление, ремонтный завод, мебельная фабрика, птицефабрика и другие предприятия.

## Транспорт
- Платформа «Берёзовка» Красноярской железной дороги

Внутрипоселковых автобусных маршрутов нет. Их роль выполняют пригородные маршруты № 159, 170 и 193, следующие по посёлку со всеми остановками.
- 159 Берёзовка — Красноярск (Предмостная площадь)
- 170 Берёзовка — Красноярск (Автовокзал «Восточный»)
- 173 Берёзовка — Красноярск (Автовокзал «Северный»)

Кроме этих маршрутов через посёлок Берёзовку транзитом (с одной-двумя остановками) проходят пригородные маршруты из Красноярска:
- 103 Красноярск (Автовокзал «Восточный») — Берёзовка — Кускун
- 111 Красноярск (Автовокзал «Восточный») — Берёзовка — Тертеж
- 114 Красноярск (Автовокзал «Восточный») — Берёзовка — Есаулово
- 115 Красноярск (Автовокзал «Восточный») — Берёзовка — Вознесенка
- 115а Красноярск (Автовокзал «Восточный») — Берёзовка — Вознесенка — Лопатино
- 116 Красноярск (Автовокзал «Восточный») — Берёзовка — Бархатово
- 117 Красноярск (Автовокзал «Восточный») — Берёзовка — Ермолаево
- 120 Красноярск (Предмостная площадь) — Берёзовка — Сосновоборск
- 121 Красноярск (д/к «КрасТЭЦ», Автовокзал «Восточный») — Берёзовка — Сосновоборск
- 131 Красноярск (Автовокзал «Восточный») — Берёзовка — Маганск — Берёзовский
- 132 Сосновоборск — Берёзовка — Малый Кускун (сезонный)
- 133 Красноярск (Автовокзал «Восточный») — Берёзовка — Зыково
- 160 Красноярск (Автовокзал «Северный») — Берёзовка — Сосновоборск
- 189 Красноярск (Железнодорожный вокзал) — Берёзовка — Железногорск
- 194 Красноярск (Автовокзал «Восточный») — Берёзовка — Сосновоборск — Подгорный

## Галерея

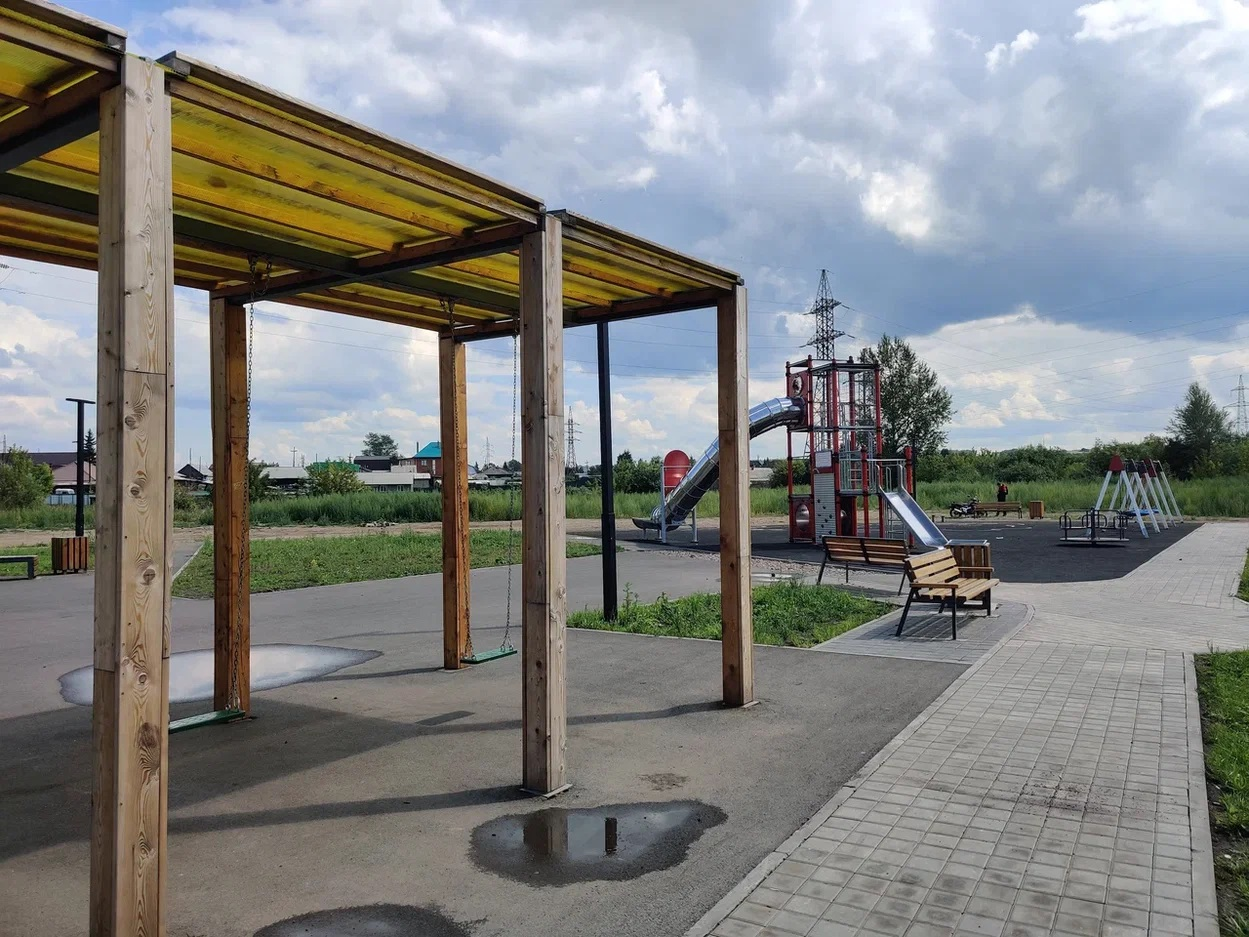
Парк в Берёзовке
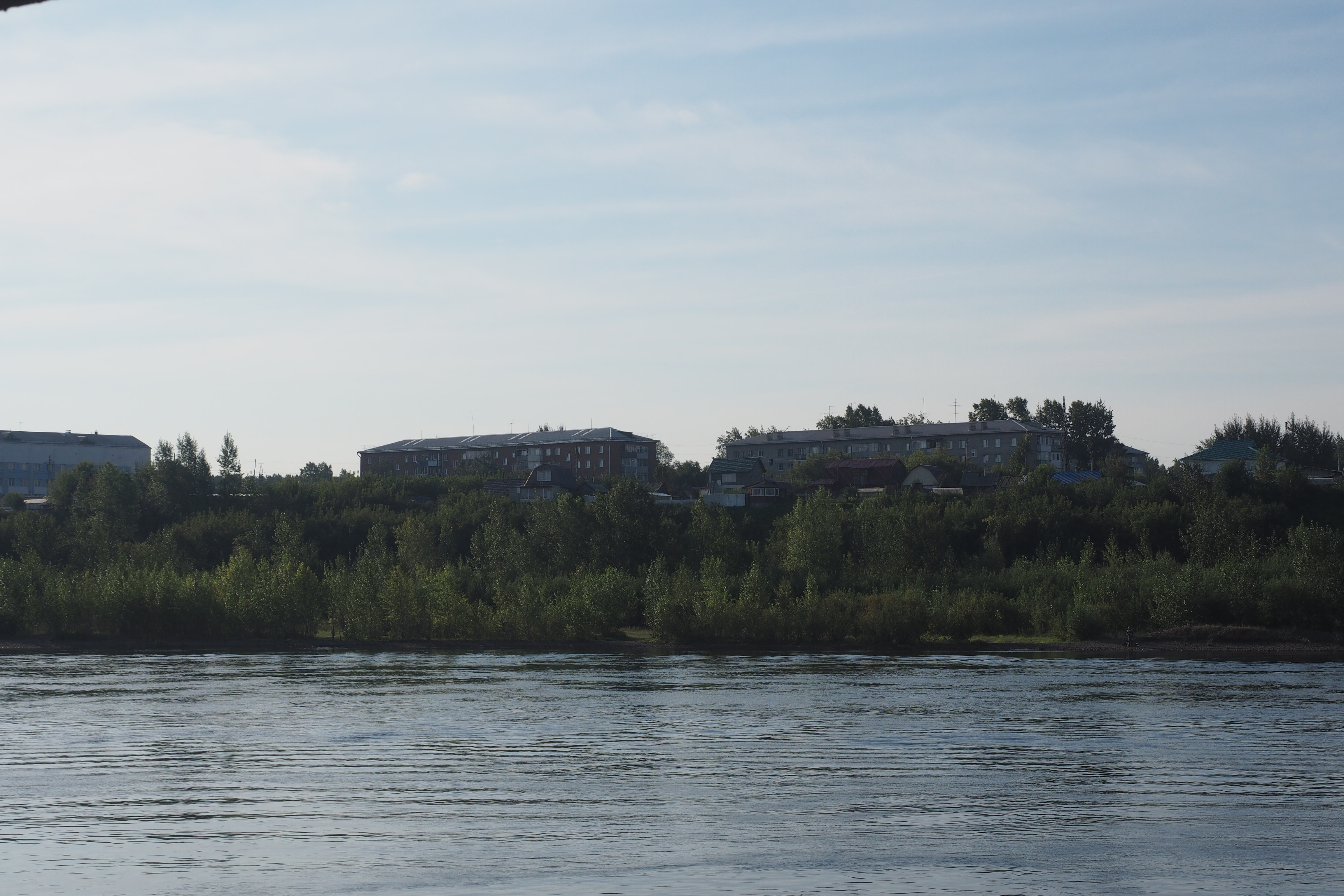
Вид на пятиэтажки с реки
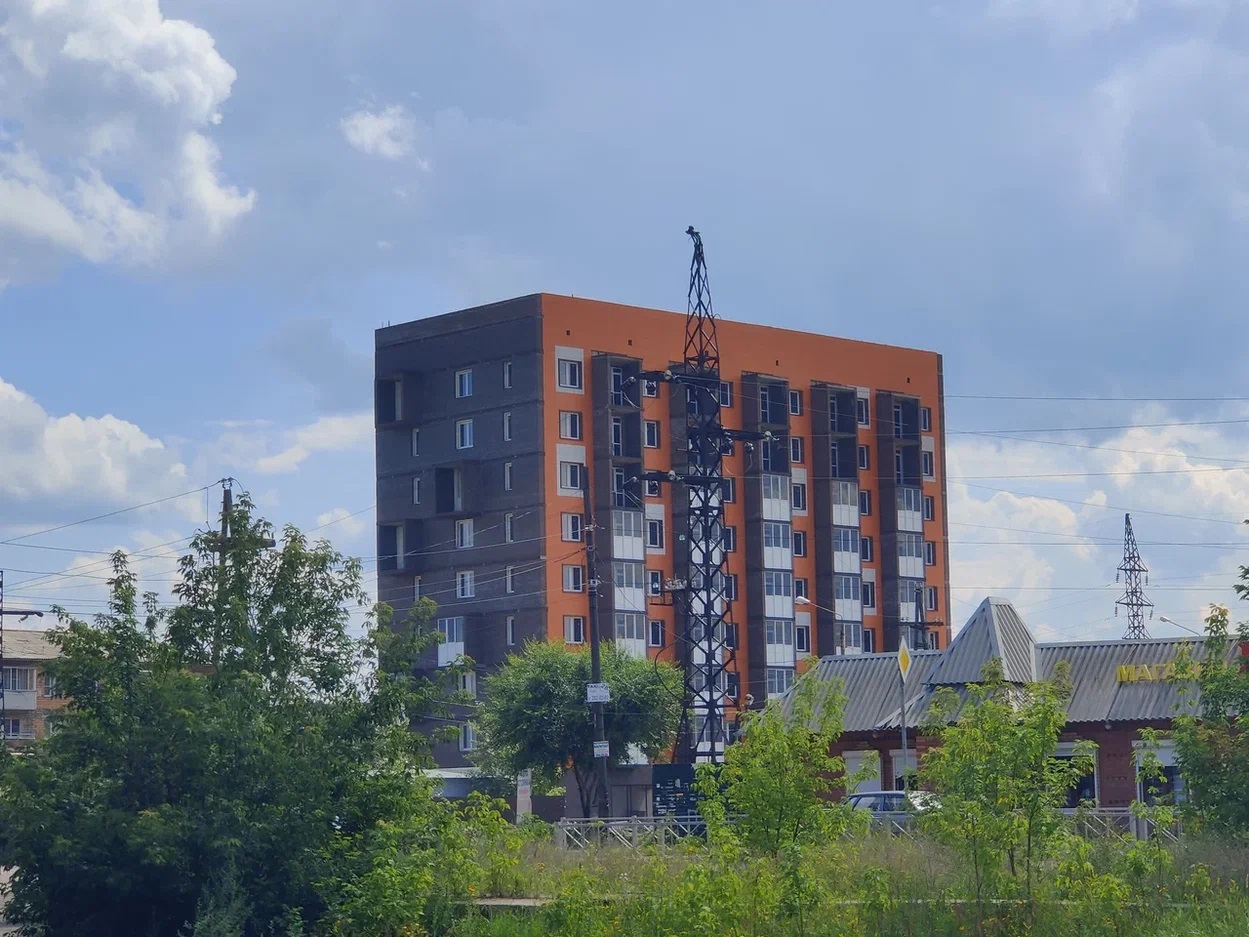
Девятиэтажный жилой дом. Самое высокое здание в Берёзовке
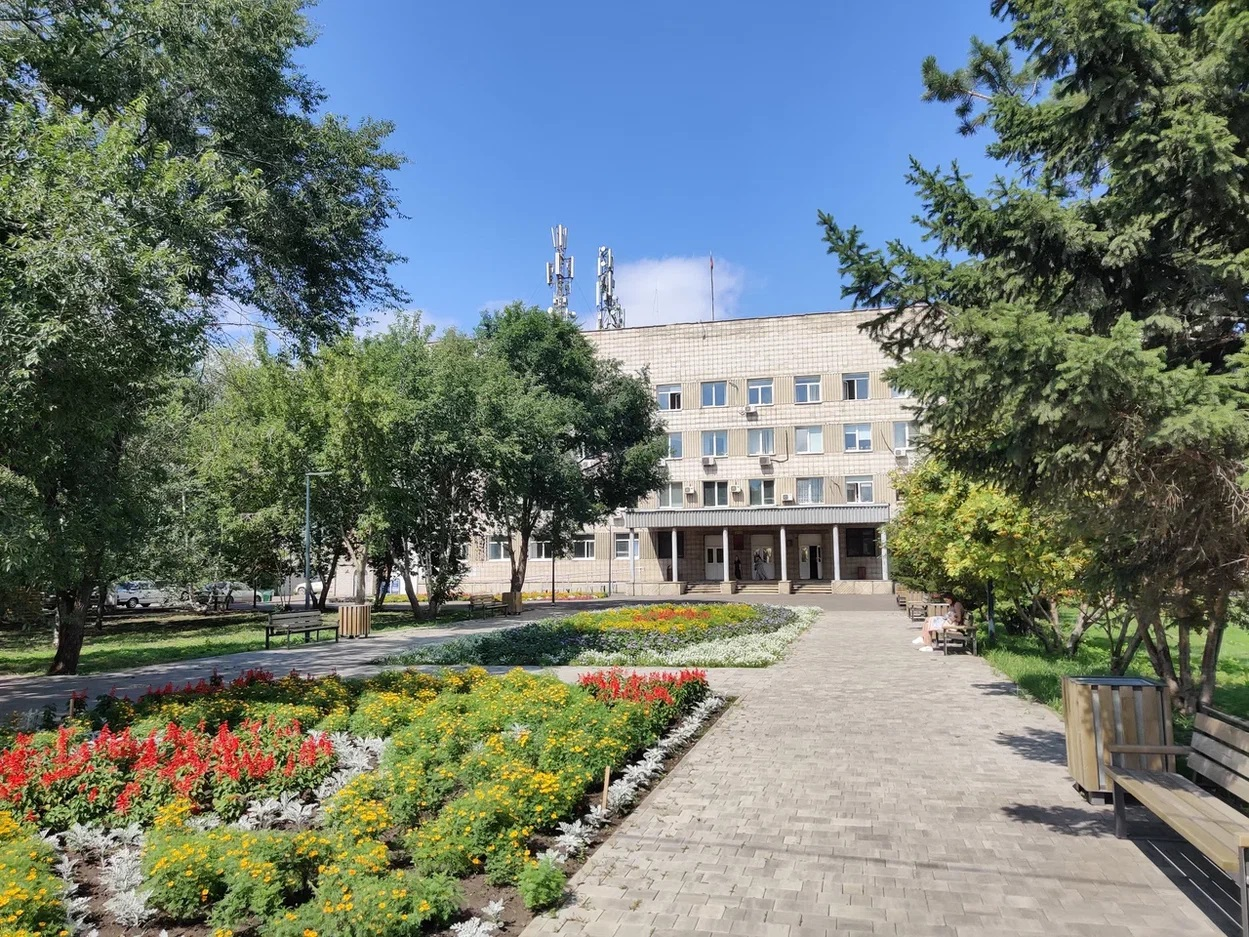
Администрация Берёзовки и Березовского района

## Достопримечательности
В 2011 году в Берёзовке установлен обелиск умершим в эвакуации блокадникам-Ленинграда.